# Radochońce
Radochońce (ukr. Радохинці) – wieś na Ukrainie, w rejonie jaworowskim (do 2020 roku w rejonie mościskim) obwodu lwowskiego. Wieś liczy 559 mieszkańców.
W II Rzeczypospolitej do 1934 samodzielna gmina jednostkowa. Następnie należała do zbiorowej wiejskiej gminy Hussaków w powiecie mościskim w woj. lwowskim. W latach 1943–1944 nacjonaliści ukraińscy z OUN - UPA zamordowali tutaj 16 Polaków i 5 Ukraińców za sprzyjanie Polakom. Po wojnie wieś weszła w struktury administracyjne Związku Radzieckiego.
W miejscowości znajduje się rzymsko-katolicka parafia św. Mikołaja.